# Coventry and North Warwickshire (circonscription du Parlement européen)
Avant l’adoption uniforme de la représentation proportionnelle en 1999, le Royaume-Uni utilisait le système uninominal à un tour pour les élections européennes en Angleterre, en Écosse et au pays de Galles. Les conscriptions du Parlement européen utilisées dans ce système étaient plus petites que les circonscriptions régionales les plus récentes et ne comptaient chacune qu'un seul membre au Parlement européen.
La circonscription de Coventry and North Warwickshire en faisait partie.
Il s'agissait des circonscriptions électorales du Parlement de Westminster, à savoir Coventry North East, Coventry North West, Coventry South East, Coventry South West, Meriden, North Warwickshire, Nuneaton et Solihull.

## Membre du Parlement européen
| Election                    | Election | Membre         | Parti  | Portrait |
| --------------------------- | -------- | -------------- | ------ | -------- |
|                             | 1994     | Christine Oddy | Labour |          |
| 1999 circonscription abolie |          |                |        |          |

## Résultats des élections
Les candidats élus sont indiqués en gras.
| Suffrages exprimés | Suffrages exprimés | Suffrages exprimés                      | 170 327   |             |  |  |
|                    |                    |                                         |           |             |  |  |
|                    | Candidat           | Parti                                   | Suffrages | Pourcentage |  |  |
|                    | Christine Oddy     | Labour                                  | 89 500    | 52,55 %     |  |  |
|                    | Miss J.A. Crabb    | Conservateur                            | 45 599    | 26,77 %     |  |  |
|                    | G.B. Sewards       | Liberal Democrats                       | 17 453    | 10,25 %     |  |  |
|                    | R.K. Meacham       | For British Independence and Free Trade | 9 432     | 5,54 %      |  |  |
|                    | P.E.A. Baptie      | Green                                   | 4 360     | 2,56 %      |  |  |
|                    | R. Wheway          | Liberal                                 | 2 885     | 1,69 %      |  |  |
|                    | R.B. France        | Natural Law                             | 1 098     | 0,64 %      |  |  |